# Haus Marck

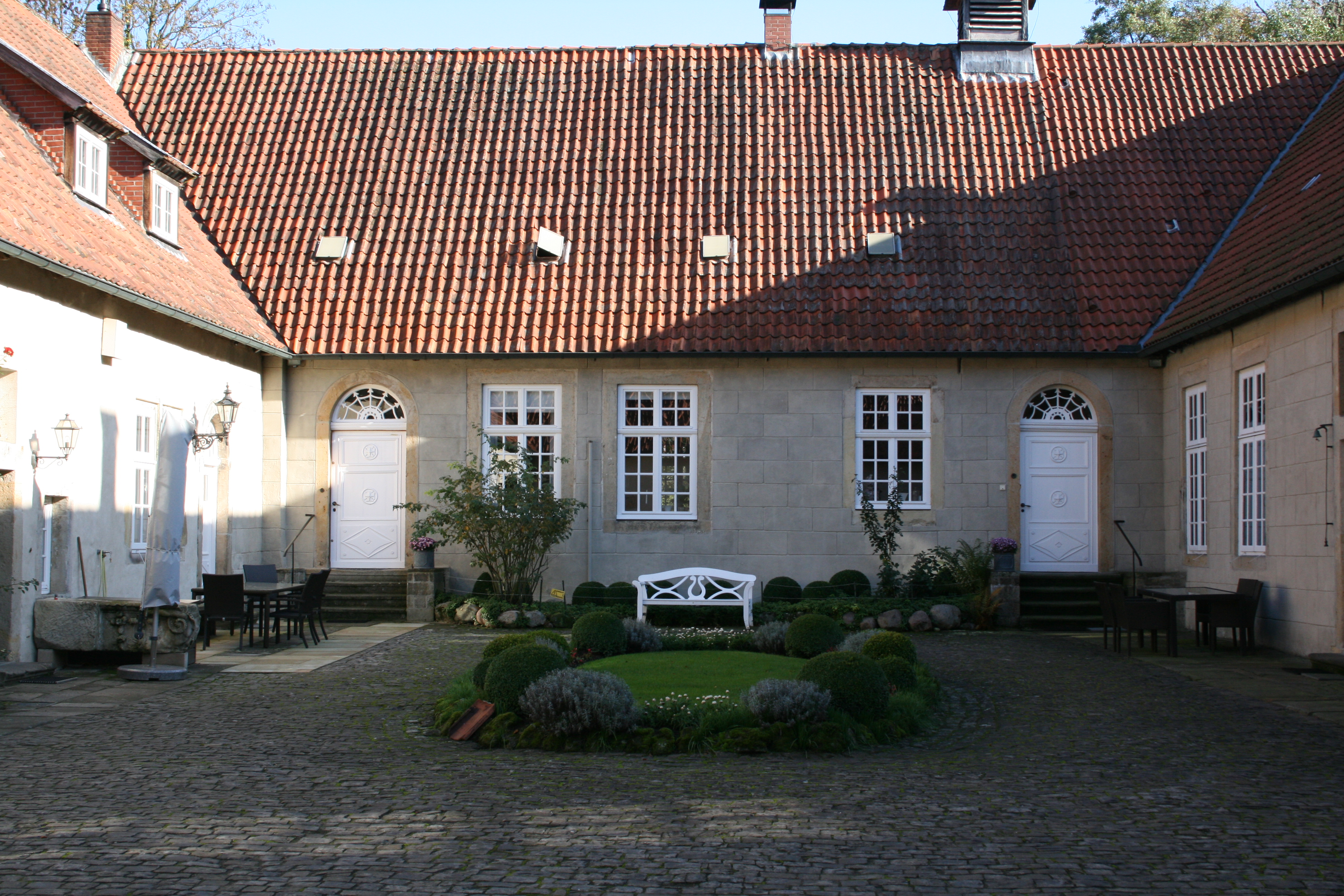
Innenhof

Das Wasserschloss Haus Marck ist ein Herrenhaus in der Stadt Tecklenburg im Tecklenburger Land (Kreis Steinfurt) in Nordrhein-Westfalen (Deutschland).

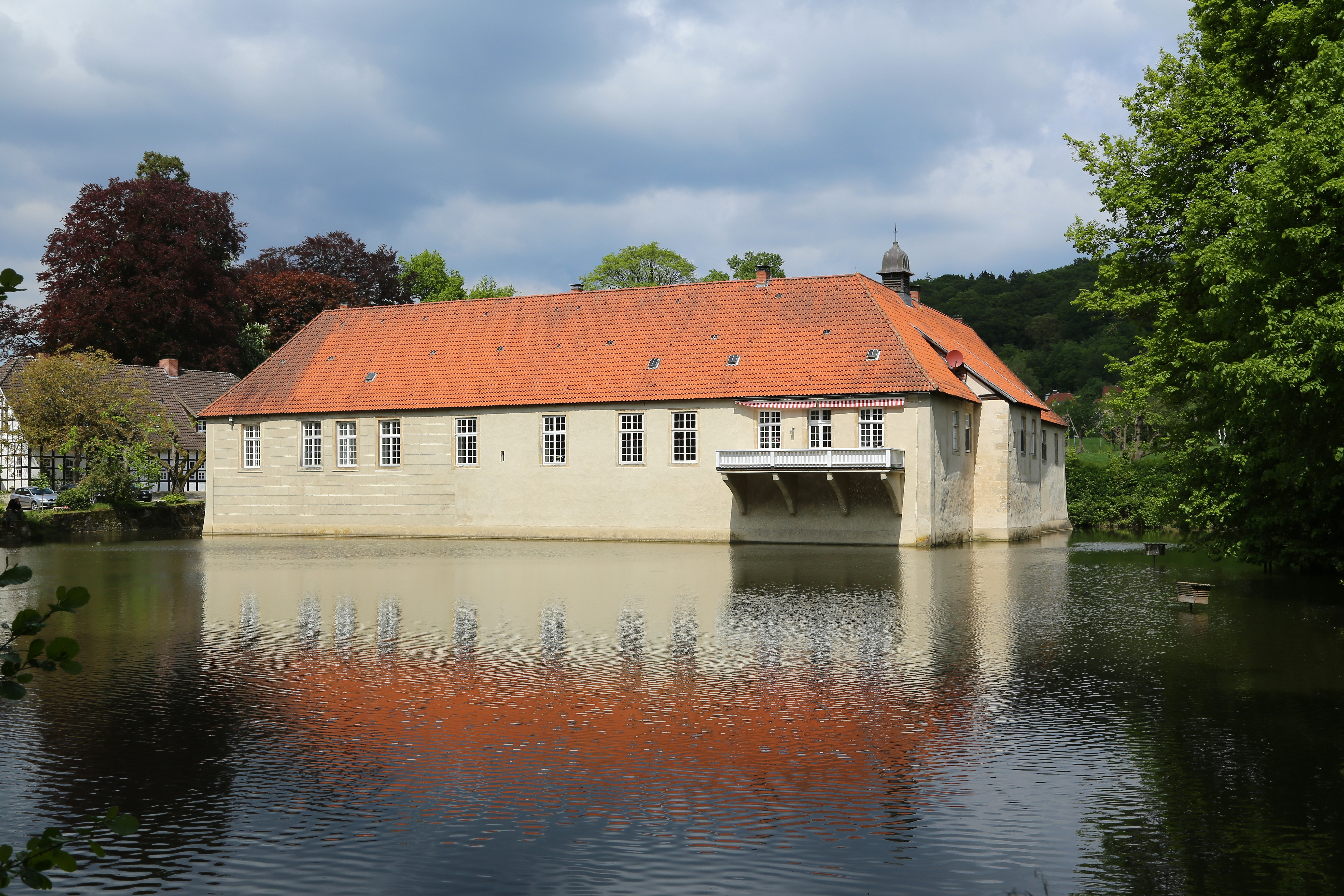
Ansicht der Wasserburg

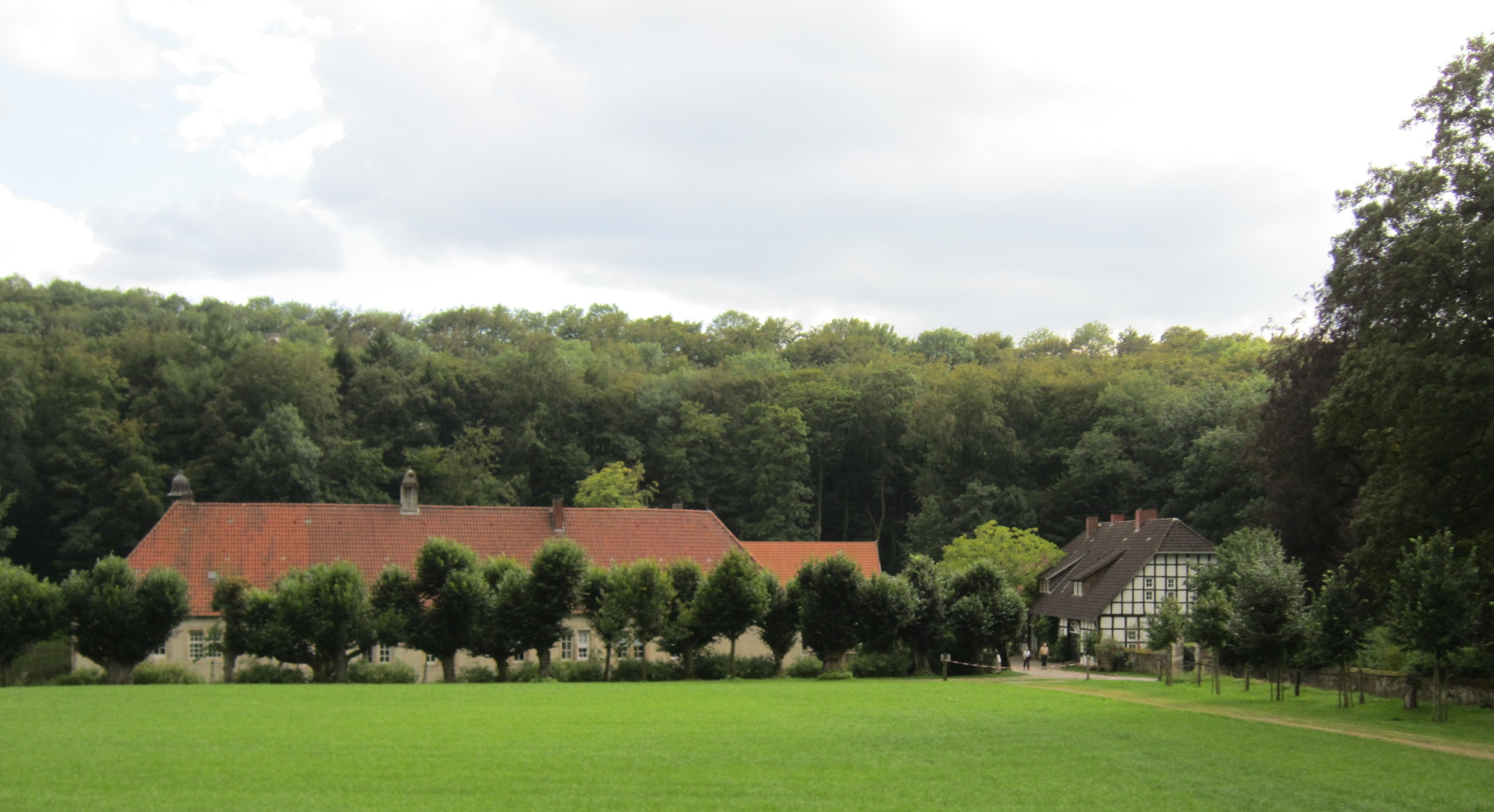
Haus Marck

Das Haus ist Geburtsort von Friedrich von Bodelschwingh (1831–1910), dem langjährigen Leiter der nach ihm benannten v. Bodelschwinghschen Stiftungen Bethel.

## Lage
Das Wasserschloss liegt südlich am Fuße der Stadt Tecklenburg in unmittelbarer Nähe des Teutoburger Waldes, eingebettet in das Naturschutzgebiet Talaue Haus Marck. Die Hauptgebäude sind umgeben von einer historischen Gräftenanlage.

## Geschichte
Haus Marck wird ausdrücklich erstmals 1470 in der historischen Überlieferung genannt. Besitzer waren damals die Ritter von Horne, die ab 1198 in den Schriftquellen als Ministeriale der Grafen von Tecklenburg.erschienen. 1368 erwarben sie das spätere Burggelände „up de Markete“. 1490 ist in einer Urkunde von einem älteren und einem neueren Haus Marck die Rede, es muss also kurz davor ein Neubau errichtet worden sein.1537 heiratete Gertrud von Horne, die Erbtochter von Claus von Horne, den Söldnerführer Georg von Holle. Er baute die Anlage ab 1562 im Stil der Weserrenaissance aus und errichtete das Herrenhaus. Dessen heutige Form beruht überwiegend auf Umbauten aus dem Jahre 1754. 1576 gelangte Haus Marck im Erbgang an die von Diepenbroick von Schloss Buldern bei Dülmen. In der Frühen Neuzeit war Gut Marck das größte landtagsfähige Gut der Grafschaft Tecklenburg. Im Achtzigjährigen Unabhängigkeitskrieg der Niederlande wurde das Schloss 1599 von spanischen Truppen geplündert.
Eine wichtige Rolle kam Haus Marck im Westfälischen Frieden zu. 1643 fanden hier Vorverhandlungen statt, bevor am 24. Oktober 1648 in Münster und Osnabrück die Friedensverträge, die den Dreißigjährigen Krieg in Deutschland beendeten, geschlossen wurden. Nach dem Verkauf der Tecklenburger Grafschaft 1707 fungierte der König von Preußen als Lehnsherr. Nach Einsturz eines Eckturms des Herrenhauses im Jahre 1754 wurden dessen obere Stockwerke samt der Ecktürme abgetragen und es wurde im barocken Stil umgebaut. Zwei dabei errichtete Torhäuser an der neuen Zufahrt im Westen wurden nach 1828 wieder abgebrochen. Weitere Umbaumaßnahmen fanden 1870/71 statt. Seit 1803 besitzt die Besitzerfamilie nach der Heirat einer adoptierten Erbtochter den Namen von Diepenbroick-Grüter.
Seit 1998 wird durch das Standesamt der Stadt Tecklenburg die Durchführung von Trauungen im historischen Landratszimmer als Alternative zum Standesamt im Rathaus angeboten. Im Angebot ist weiterhin ein kulturelles Programm mit Schlosskonzerten und Lesungen.

## Beschreibung
Haus Marck liegt an einem Übergang über den Höhenzug des Teutoburger Waldes südlich von Tecklenburg. Heute ist es eine eingeschossige, vierflügelige Anlage mit westlich vorgelagertem Wirtschaftshof. Im Nordteil des Ostflügels befindet sich ein 8,3 × 11 m großer Baukörper mit ungewöhnlich starken Mauern. Dieser stellt vermutlich den Rest eines Wohnturmes dar. Zusammen mit den Resten eines weiteren Gebäudes in der heutigen Gräfte vor dem Ostflügel bildet er vermutlich den Rest des 1490 genannten „Neuen Hauses“. Die heutige Vierflügelanlage war vermutlich ursprünglich nach Osten offen. Das bis 1900 an dieser Seite außerhalb auf einem umgräfteten Erdplateau liegende Bauhaus legt nahe, dass sich dort die ursprüngliche Vorburg befand. Von diesem Gebäude ist noch eine Mauer erhalten. Weitere Baureste in diesem Bereich lassen stilistisch eine Datierung der Vorburg in die Zeit um 1500 vermuten. Eine Karte von 1723 zeigt eine weiträumige Ummauerung von Haupt- und Vorburg im Norden.